# Ватсон (сериал)
«Ватсон» (англ. Watson) — американский телесериал, созданный Крейгом Суини, премьера которого состоялась на канале CBS 26 января 2025 года. Сериал, описываемый как «медицинская драма с элементами детектива», сосредоточен вокруг персонажа доктора Джона Ватсона из рассказов Артура Конан Дойля о Шерлоке Холмсе, роль которого исполняет Моррис Честнат . Это второй сериал CBS, экранизирующий истории о Холмсе, после «Элементарно» . Хотя эти две программы в остальном не связаны, их творческие команды пересекаются.

## Сюжет
Спустя год после предполагаемой смерти Шерлока Холмса от рук его заклятого врага Мориарти в Рейхенбахском водопаде доктор Джон Ватсон возобновляет свою медицинскую практику, открыв «Клинику Холмса» в Питтсбурге для лечения пациентов со странными и не поддающимися традиционному лечению заболеваниями. Однако вскоре Ватсону приходится столкнуться со своим прошлым, когда всплывают доказательства того, что Мориарти всё ещё жив.

## В ролях
- Моррис Честнат в роли Джона Ватсона, врача и бывшего лондонского консультирующего детектива, возглавляющего клинику Холмса в Питтсбурге, штат Пенсильвания . Чтобы помочь своим пациентам, он применяет особый и острый тип дедуктивного мышления, которому он научился за годы работы с Шерлоком Холмсом.
- Ив Харлоу в роли Ингрид Дериан, отчужденного, но высококвалифицированного невролога с загадочным прошлым. Из-за ее жесткого поведения и сомнительных методов у нее непростые отношения с коллегами.
- Питер Марк Кендалл в роли Стивенса Крофта и Адама Крофта, братьев-близнецов, работающих в клинике специалистами по инфекционным заболеваниям и функциональной медицине. Стивенс, выпускник Университета Джонса Хопкинса, эмоционально замкнутый трудоголик, в то время как Адам, окончивший Бостонский университет, слишком много говорит.
- Инга Шлингманн в роли Саши Лаббок, специалиста по ревматологии и иммунологии. Она разрывается между своими биологическими родителями из Китая и приемной семьей из Далласа.
- Ричи Костер в роли Шинвелла Джонсона, бывшего преступника из Лондона и знакомого Холмса и Ватсона, который работает административным помощником в клинике; его связи часто оказываются очень полезными для команды.
- Рошель Эйтс в роли Мэри Морстен, известного хирурга с Восточного побережья и бывшей жены Ватсона, которая работает медицинским директором клиники. Несмотря на развод, она поддерживает продуктивные рабочие отношения с Ватсоном, выступая в качестве его голоса здравомыслия и пытаясь обуздать его нестандартные методы.
- Рэндалл Парк в роли Мориарти, преступного гения и заклятого врага Шерлока Холмса, который восстает из своей предполагаемой «смерти» с коварными намерениями[2].
- Мэтт Берри озвучивает Шерлока Холмса, блестящего британского детектива-консультанта и лучшего друга Ватсона, который, по-видимому, погиб вместе с Мориарти. Берри озвучивает персонажа в сценах галлюцинаций[3]. Он должен появится в седьмом эпизоде[4].

## Критика
Сайт-агрегатор рецензий Rotten Tomatoes сообщил о рейтинге одобрения в 56% со средней оценкой 5,9/10 на основе 16 рецензий критиков. Консенсус критиков на сайте гласит: «Трансплантация преданий о Шерлоке Холмсе в медицинский процедурный фильм, тщеславие Ватсона выглядит неуклюжим, но выглядит не так плохо благодаря Моррису Честнату». Metacritic, который использует средневзвешенный показатель, присвоил оценку 55 из 100 на основе 14 рецензий, что указывает на «смешанные или средние» отзывы.